# Шипшина бузька
Шипшина бузька (Rosa bugensis) — вид рослин з родини розових (Rosaceae).

## Опис
Кущ заввишки до 80 см. Листочки 30–35(50) см завдовжки і 20–25(30) мм завширшки. Квітконіжки 20–25 мм довжиною.
Квітне у травні й червні.

## Поширення
В Україні вид зростає серед чагарників; на схилах і луках — у Прикарпатті та волинському Лісостепу.